# Artur Skowronek
Artur Skowronek (ur. 22 maja 1982 w Bytomiu) – polski trener piłkarski i piłkarz. W latach 2019–2020 trener Wisły Kraków.

## Kariera
Skowronek był wychowankiem Ruchu Radzionków. W trakcie swojej kariery zawodniczej grał też w Szombierkach Bytom, GKS Rozbark i Gwarku Tarnowskie Góry. W wieku 24 lat zerwał więzadła w kolanie. Grę w piłkę zakończył w Radzionkowie, gdzie był kapitanem drugiej drużyny Ruchu.
Po zakończeniu kariery pracował z młodzieżą najpierw w Ruchu Chorzów, a później w Ruchu Radzionków. W tym drugim klubie był również zatrudniony na stanowisku trenera rezerw, asystenta w sztabie pierwszego zespołu, a na początku stycznia 2011 objął funkcję pierwszego trenera Ruchu. W lipcu 2011 roku Skowronek zdobył licencję trenerską UEFA Pro. Pod koniec maja 2012 roku media podały informacje, jakoby Skowronek rozwiązał umowę z klubem za porozumieniem stron, jednak Ruch szybko zdementował te doniesienia. 5 czerwca 2012 roku klub potwierdził jednak, iż umowa trenera została rozwiązana. Sześć dni później Skowronek został oficjalnie zaprezentowany jako nowy szkoleniowiec wracającej wówczas do Ekstraklasy Pogoni Szczecin, gdzie pracował do 19 marca 2013 roku. 10 października 2013 roku został pierwszym trenerem drugoligowej Polonii Bytom, jednak nieco ponad miesiąc później rozwiązał kontrakt z klubem. 6 stycznia 2014 podpisał umowę z Widzewem Łódź, gdzie na stanowisku szkoleniowca zastąpił Rafała Pawlaka. Później pracował w GKS Katowice, a od 2 września 2015 roku jako trener Olimpii Grudziądz, zastąpił Tomasza Asensky'ego. 8 czerwca 2017 został trenerem pierwszoligowego zespołu Wigry Suwałki, zastąpił Dominika Nowaka.
14 listopada 2019 zastąpił Macieja Stolarczyka na stanowisku trenera Wisły Kraków. W klubie pracował do 28 listopada 2020 kiedy to decyzją zarządu został zwolniony.